# Booker (Texas)
Pour les articles homonymes, voir Booker (homonymie).
Booker est une ville située en partie dans les comtés de  Lipscomb et d'Ochiltree, au Texas, aux États-Unis,.

## Démographie
Lors du recensement de 2010, la ville comptait une population de 1 516 habitants. Elle est estimée, en 2016, à 1 599 habitants.

### Source de la traduction
- (en) Cet article est partiellement ou en totalité issu de l’article de Wikipédia en anglais intitulé « Booker, Texas » (voir la liste des auteurs).